# Мегалодон 2: Амбис
Мегалодон 2: Амбис (енгл. Meg 2: The Trench) је научнофантастични и акциони филм из 2022. године. Режију потписује Бен Витли, по роману Амбис Стива Алтена. Натавак је филма Мегалодон: Предатор из далеких дубина (2018). Главне улоге тумаче: Џејсон Стејтам, Ву Ђинг, Софија Цај, Пејџ Кенеди, Серхио Перис Менчета, Скајлер Самјуелс и Клиф Кертис.
Приказан је 4. августа 2023. године у САД и Кини, односно 3. августа у Србији. Добио је помешане рецензије критичара, али остварио финансијски успех зарадивши преко 395 милиона долара.

## Радња
Путовање истраживачког тима убрзо постаје хаос када злонамерна рударска компанија запрети њиховој мисији и натера их на битку за преживљавање са високим улозима. Супротстављени џиновским морским псима мегалодонима с једне стране, и немилосрдним отимачима са друге, морају надмудрити те окрутне предаторе у трци са временом.

## Улоге
| Глумац               | Улога          |
| -------------------- | -------------- |
| Џејсон Стејтам       | Џонас Тејлор   |
| Ву Ђинг              | Џуминг Џанг    |
| Софија Цај           | Мејинг         |
| Клиф Кертис          | Мак            |
| Пејџ Кенеди          | Ди-Џеј         |
| Серхио Перис Менчета | Монтес         |
| Скајлер Самјуелс     | Џес            |
| Мелисанти Махут      | Ригас          |
| Вупи ван Рам         | Кертис         |
| Киран Сонја Савар    | Сал            |
| Феликс Мајр          | Ланс           |
| Сијена Гилори        | Хилари Дрискол |